# Carex bigelowii
Espèce
Classification phylogénétique
Le Carex de Bigelow (Carex bigelowii) est une espèce de plantes de la famille des Cyperaceae.